# Landtagswahlkreis Hohenlohe
Der Wahlkreis Hohenlohe (Wahlkreis 21) ist ein Landtagswahlkreis in Baden-Württemberg. Er umfasst den Hohenlohekreis sowie die Gemeinden Blaufelden, Braunsbach, Gerabronn, Langenburg, Schrozberg und Untermünkheim im Landkreis Schwäbisch Hall.

## Wahl 2021
Bei der Landtagswahl 2021 am 14. März 2021 traten folgende Kandidaten an:
| Direktkandidat          | Partei       | Stimmen in % | Landtagswahl 2016 Stimmen in % |
| ----------------------- | ------------ | ------------ | ------------------------------ |
| Catherine Kern          | Grüne        | 28,7         | 27,1                           |
| Arnulf Freiherr von Eyb | CDU          | 24,4         | 28,1                           |
| Anton Baron             | AfD          | 14,1         | 17,1                           |
| Patrick Wegener         | SPD          | 11,9         | 11,5                           |
| Uwe Wirkner             | FDP          | 10,9         | 10,0                           |
| Simon Brecht            | Die Linke    | 2,8          | 2,4                            |
| Ute Göggelmann          | ödp          | 1,1          | 0,8                            |
| Jürgen Braun            | Freie Wähler | 3,9          | –                              |
| Nico Mast               | WiR2020      | 1,4          | –                              |
| Roland Mettcher         | Volt         | 0,7          | –                              |
| –                       | Sonstige     | –            | 2,9                            |

## Wahl 2016
Bei der Landtagswahl 2016 am 13. März 2016 traten folgende Kandidaten an:
| Direktkandidat          | Partei    | Stimmen in % | Landtagswahl 2011 Stimmen in % |
| ----------------------- | --------- | ------------ | ------------------------------ |
| Arnulf Freiherr von Eyb | CDU       | 28,1         | 40,7                           |
| Catherine Kern          | Grüne     | 27,1         | 19,7                           |
| Hans-Jürgen Saknus      | SPD       | 11,5         | 22,0                           |
| Stephen Brauer          | FDP       | 10,0         | 7,8                            |
| Ernst Kern              | Die Linke | 2,4          | 3,1                            |
| Matthias Jahn           | PIRATEN   | 0,8          | 2,3                            |
| Thomas Melber           | REP       | 0,3          | 1,2                            |
| Frank Emting            | NPD       | 0,8          | 1,8                            |
| Ute Göggelmann          | ödp       | 0,8          | –                              |
| Mathias Heinzmann       | ALFA      | 1,0          | –                              |
| Anton Baron             | AfD       | 17,1         | –                              |
| –                       | Sonstige  | –            | 1,4                            |

## Wahl 2011
Bei der Landtagswahl 2011 am 27. März 2011 kandidierten folgende Parteien und Personen:
| Direktkandidat          | Partei    | Stimmen in % | Landtagswahl 2006 Stimmen in % |
| ----------------------- | --------- | ------------ | ------------------------------ |
| Arnulf Freiherr von Eyb | CDU       | 40,7         | 49,8                           |
| Hermann-Josef Pelgrim   | SPD       | 22,0         | 20,9                           |
| Ute Oettinger-Griese    | FDP       | 07,8         | 12,1                           |
| Barbara Bruhn           | Grüne     | 19,7         | 07,6                           |
| Richard Neumann         | Die Linke | 03,1         | WASG: 2,7                      |
| Manuel Weinert          | PIRATEN   | 02,3         | –                              |
| Michael Paulwitz        | REP       | 01,2         | 02,8                           |
| Matthias Brodbeck       | NPD       | 01,8         | 01,6                           |
| Elisabeth Burr          | AUF       | 01,4         | –                              |
| –                       | Sonstige  | –            | 02,4                           |

## Wahl 2006
Die Landtagswahl 2006 hatte folgendes Ergebnis:
| Direktkandidat          | Partei | Stimmen in % | Landtagswahl 2001 Stimmen in % |
| ----------------------- | ------ | ------------ | ------------------------------ |
| Jochen Kübler           | CDU    | 49,8         | 50,9                           |
| Irmgard Kircher-Wieland | SPD    | 20,9         | 27,4                           |
| Ute Oettinger-Griese    | FDP    | 12,1         | 09,2                           |
| Erika Bauer             | Grüne  | 07,6         | 05,1                           |
| Klaus Mayer             | WASG   | 02,7         | –                              |
| Kilian Winkler          | REP    | 02,8         | 04,7                           |
| Oliver Otto             | NPD    | 01,6         | 00,6                           |
| Torsten Krause          | PBC    | 00,9         | 01,1                           |
| Martin Wolf             | ödp    | 01,5         | 01,0                           |

## Abgeordnete seit 1976
Bei den Landtagswahlen in Baden-Württemberg hat jeder Wähler nur eine Stimme, mit der sowohl der Direktkandidat als auch die Gesamtzahl der Sitze einer Partei im Landtag ermittelt werden. Dabei gibt es keine Landes- oder Bezirkslisten, stattdessen werden zur Herstellung des Verhältnisausgleichs unterlegenen Wahlkreisbewerbern Zweitmandate zugeteilt. Die bis zur Wahl 2006 gültige Regelung sah eine Zuteilung dieser Mandate nach absoluter Stimmenzahl auf Ebene der Regierungsbezirke vor.
Den Wahlkreis Hohenlohe vertraten folgende Abgeordnete im Landtag:
| Partei | Art des Mandats | Gewählte |
| ------ | --------------- | --- |
| CDU    | Erstmandat      | Franz Gehweiler 1976 († 13. Dezember 1979) Karl Östreicher nachgerückt am 28. Dezember 1979, 1980, 1984, 1988, 1992 Karl Hehn 1996 Jochen Kübler 2001, 2006 Arnulf von Eyb 2011, 2016 |
| CDU    | Zweitmandat     | Arnulf von Eyb 2021 |
| Grüne  | Erstmandat      | Catherine Kern 2021 |
| AfD    | Zweitmandat     | Anton Baron 2016, 2021 |